# Arkéa-B&B Hotels
Team Arkéa-B&B Hotels is een Franse wielerploeg. Het team is vanaf 2020 een UCI Proteam (de voormalige professionele continentale wielerploegen) en kan deelnemen aan wedstrijden op de UCI ProSeries-kalender. Daarnaast kan de ploeg op uitnodiging deelnemen aan wedstrijden in de UCI World Tour en continentale circuits.

## Algemeen
De ploeg werd opgericht in 2005 in en voor renners uit de regio Bretagne en kwam eerder achtereenvolgens onder de namen GS Bretagne-Jean Floc'h, Bretagne-Armor Lux en Bretagne-Schuller uit. In 2013, als Bretagne-Séché Environnement krijgt het team de status van professionele continentale wielerploeg. Daarna volgen de sponsornamen Fortuneo-Vital Concept, Fortuneo-Oscaro en Fortuneo-Samsic alvorens het team in 2019 als Arkéa-Samsic verder ging.
Fortuneo-Vital Concept veranderde halverwege 2017 van naam nadat Vital Concept een eigen ploeg startte. Fortuneo ging vanaf 1 juli 2017 in zee met Oscaro als Team Fortuneo-Oscaro. Zowel Fortuneo als Arkéa zijn merknamen in het bank- en verzekeringswezen van het coöperatieve moederbedrijf Crédit mutuel Arkéa met hoofdkwartier in Le Relecq-Kerhuon en welke op zijn beurt onder Crédit Mutuel valt.
In 2011 kreeg de ploeg drie wildcards voor World Tour-koersen, namelijk Parijs-Nice, Parijs-Roubaix en GP Ouest France-Plouay. In 2012 mocht de ploeg meedoen aan Parijs-Roubaix en GP Ouest France-Plouay. Vanaf de editie van 2014 werd de ploeg ieder jaar uitgenodigd voor deelname aan de Ronde van Frankrijk.
Vanaf 2020 heeft het team ook een vrouwenploeg.

## Ploegnamen
| Periode             | Naam                         | Code    | PC          |
| ------------------- | ---------------------------- | ------- | ----------- |
| 2005-2006           | GS Bretagne-Jean Floc'h      | BJF     |             |
| 2007-2008           | Bretagne-Armor Lux           | BAL     | CT          |
| 2009-2010 2011-2012 | Bretagne-Schuller            | BSC     | CT PCT      |
| 2013-2015           | Bretagne-Séché Environnement | BSE     | PCT         |
| 2016                | Fortuneo-Vital Concept       | FVO     | PCT         |
| 2017                | Fortuneo-Oscaro              | TFO     | PCT         |
| 2018                | Fortuneo-Samsic              | FST     | PCT         |
| 2019 2020-2023      | Arkéa-Samsic                 | PCB ARK | PCT ProTeam |

## Renners
N.B. voor 2005-2016 zie de jaarartikelen.

## Uitslagen

### Grote rondes
| Jaar | Ronde van Italië            | Ronde van Italië | Ronde van Frankrijk    | Ronde van Frankrijk | Ronde van Spanje       | Ronde van Spanje       |
| Jaar | hoogste klassering          | etappewinst      | hoogste klassering     | etappewinst         | hoogste klassering     | etappewinst            |
| ---- | --------------------------- | ---------------- | ---------------------- | ------------------- | ---------------------- | ---------------------- |
| 2014 |                             |                  | 16e Brice Feillu       |                     |                        |                        |
| 2015 |                             |                  | 52e Pierrick Fédrigo   |                     |                        |                        |
| 2016 |                             |                  | 59e Eduardo Sepúlveda  |                     |                        |                        |
| 2017 |                             |                  | 16e Brice Feillu       |                     |                        |                        |
| 2018 |                             |                  | 17e Warren Barguil     |                     |                        |                        |
| 2019 |                             |                  | 11e Warren Barguil     |                     |                        |                        |
| 2020 |                             |                  | 14e Warren Barguil     |                     |                        |                        |
| 2021 |                             |                  | 28e Nairo Quintana     |                     |                        |                        |
| 2022 |                             |                  | 6e Nairo Quintana      |                     |                        |                        |
| 2023 | 17e Warren Barguil          |                  | 22e Warren Barguil     |                     | 13e Cristián Rodríguez |                        |
| 2024 | 25e Michel Ries             |                  | 36e Cristián Rodríguez | 2e Kévin Vauquelin  |                        | 13e Cristián Rodríguez |
| 2025 | 22e Embret Svestad-Bårdseng |                  | 7e Kévin Vauquelin     |                     |                        |                        |

### Overwinningen 2017-2021
| 2017 Trofeo Playa de Palma-Palma: Daniel McLay Classic Loire-Atlantique: Laurent Pichon 1e etappe Ronde van Normandië: Anthony Delaplace Eindklassement Ronde van Normandië: Anthony Delaplace Etappe 1A Internationale Wielerweek: Laurent Pichon Route Adélie de Vitré: Laurent Pichon 6e etappe Ronde van Bretagne: Élie Gesbert 5e etappe Ronde van Savoie: Pierre-Luc Périchon | 0 Bergklassement Ronde van Savoie: Pierre-Luc Périchon 1e etappe Ronde van de Limousin: Élie Gesbert Jongerenklassement Ronde van de Limousin: Élie Gesbert Ronde van de Doubs: Romain Hardy Jongerenklassement Ronde van Gévaudan: Élie Gesbert Duo Normand: Anthony Delaplace / Pierre-Luc Périchon Eurométropole Tour: Daniel McLay Eindklassement Coupe de France: Laurent Pichon |

| 2018 1e etappe Ronde van Savoie: Maxime Bouet | 0 Polynormande: Pierre-Luc Périchon |

| 2019 6e etappe La Tropicale Amissa Bongo: André Greipel 3e etappe Ronde van Madrid: Maxime Daniel | 0 Eindklassement Ronde van Madrid: Clément Russo 1e etappe Ronde van Savoie-Mont Blanc: Romain Hardy |

| 2020 4e etappe Ronde van Saoedi-Arabië: Nacer Bouhanni Puntenklassement Ronde van Saoedi-Arabië: Nacer Bouhanni 1e etappe Ronde van de Provence: Nacer Bouhanni 3e etappe Ronde van de Provence: Nairo Quintana Eindklassement Ronde van de Provence: Nairo Quintana 2e etappe Ronde van de Alpes-Maritimes en de Var: Nairo Quintana Eindklassement Ronde van de Alpes-Maritimes en de Var: Nairo Quintana Puntenklassement Ronde van de Alpes-Maritimes en de Var: Nairo Quintana | 0 Grote Prijs van Lillers: Florian Vachon 7e etappe Parijs-Nice: Nairo Quintana Ploegenklassement Ronde van de Limousin-Nouvelle-Aquitaine (Boudat, Declercq, Delaplace, Ledanois, Pichon, Riou, Swift) GP van Isbergues: Nacer Bouhanni |

| 2021 1e etappe Ronde van Asturië: Nairo Quintana Eindklassement Ronde van Asturië: Nairo Quintana 5e etappe Ronde van de Algarve: Élie Gesbert Trofeo Port d'Andratx-Mirador des Colomer: Winner Anacona | Tro Bro Léon: Connor Swift Bergklassement Ronde van Polen: Łukasz Owsian* Eindklassement Ronde van de Limousin: Warren Barguil Ronde van de Vendée: Bram Welten |

| Nationale kampioenschappen 2019: Frans kampioen op de weg, Elite: Warren Barguil |

* Owsian reed deze wedstrijd als lid van de Poolse selectie

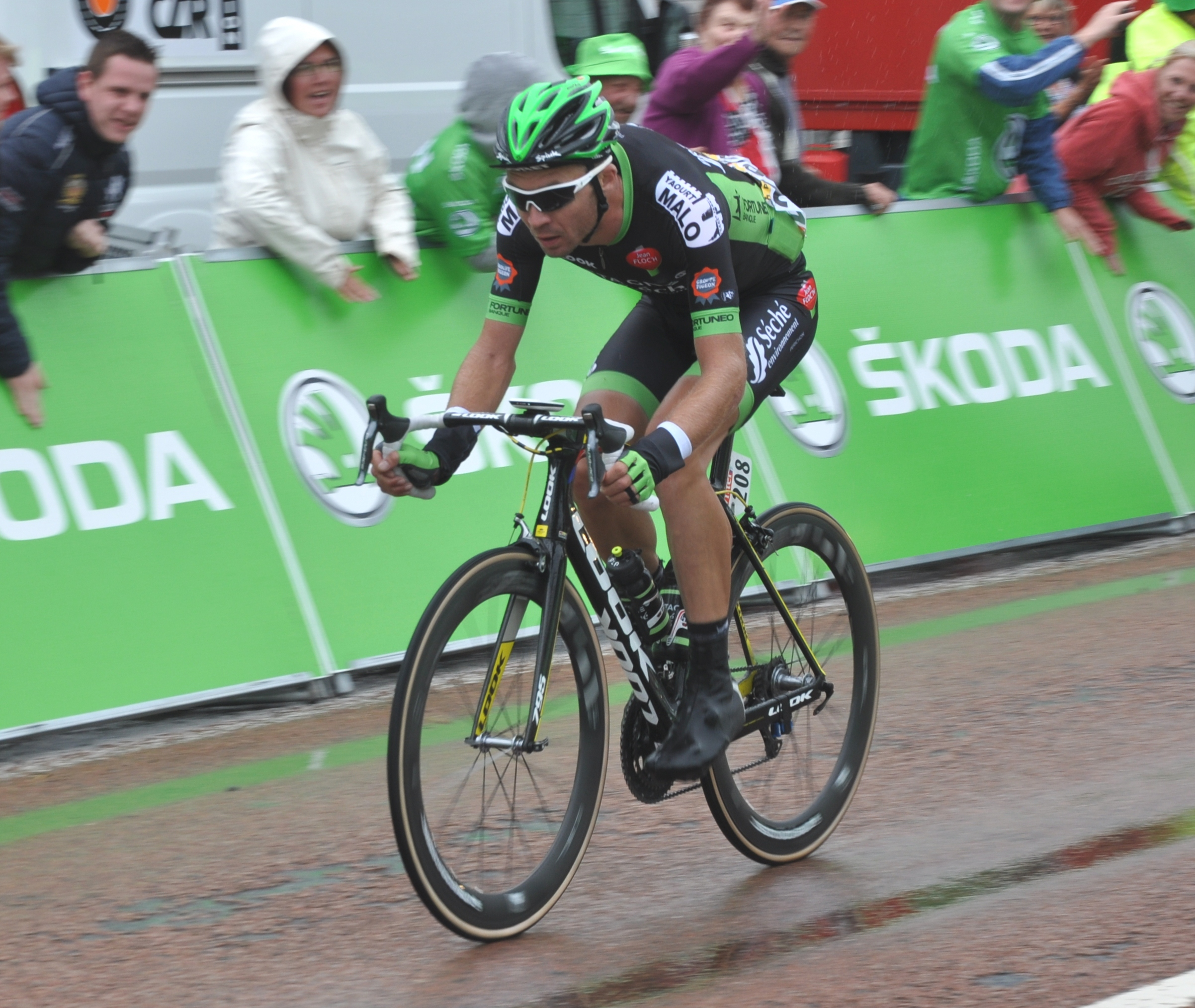
Pierre-Luc Périchon in de Ronde van Frankrijk 2015
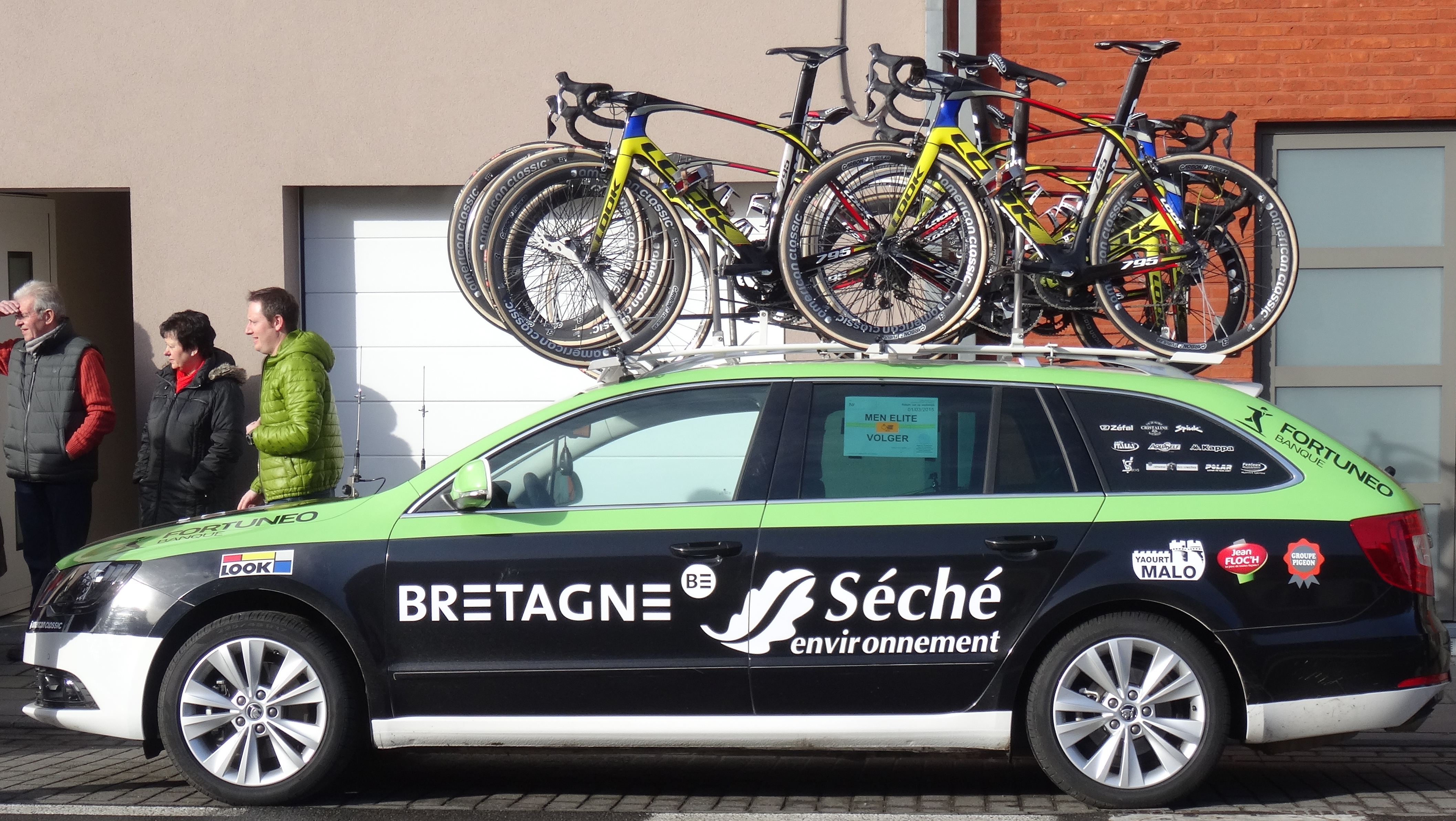
De teamauto van Bretagne-Séché Environnement

Mannen: 2005 · 2006 · 2007 · 2008 · 2009 · 2010 · 2011 · 2012 · 2013 · 2014 · 2015 · 2016 · 2017 · 2018 · 2019 · 2020 · 2021 · 2022 · 2023 · 2024 · 2025
Vrouwen: 2020 · 2021 · 2022 · 2023 · 2024 · 2025
Alpecin-Deceuninck · Arkéa-B&B Hotels · Bahrain-Victorious · Cofidis · Decathlon AG2R La Mondiale Team · EF Education-EasyPost · Groupama-FDJ · INEOS Grenadiers · Intermarché-Wanty · Lidl-Trek · Movistar Team · Red Bull-BORA-hansgrohe · Soudal Quick-Step · Jayco AlUla · Picnic PostNL · UAE Team Emirates-XRG · Visma-Lease a Bike · XDS Astana Team
Zie ook: UCI World Tour 2025 · Continental Circuits
Anacona · Barguil · Bonnamour · Boudat · Bouet · Bouhanni · Declercq · Delaplace · Gesbert · Grondin · Guernalec · Hardy · Jarrier · Le Roux · Ledanois · Louvel · McLay · Noppe · Owsian · Pichon · D. Quintana · N. Quintana · Riou · Rosa · Russo · Swift · Vachon · Welten · Lecamus-Lambert (stagiair) · Vauquelin (stagiair)
Anacona · Barguil · Barré (vanaf 1/8) · Bouet · Bouhanni · Capiot · Declercq · Delaplace · Edet · Flórez · Gesbert · Grondin · Guernalec · Guglielmi · Hardy · Hofstetter · Ledanois · Louvel · McLay · Noppe · Owsian · Pajur · Pichon · D. Quintana · N. Quintana · Ries · Riou · Russo · Swift · Vauquelin · Verre · Clynhens (stagiair) · Costiou (stagiair) · Thierry (stagiair)
Barguil · Barré · Biermans · Bouet · Bouhanni · Capiot · Champoussin · Costiou · Dekker · Delaplace · Démare (vanf 1/8) · Edet · Gesbert · Grondin · Guernalec · Guglielmi · Hofstetter · Le Berre · Ledanois · Louvel · McLay · Mozzato · Owsian · Pichon · Ponomar (tot 31/7) · Ries · Riou · Rodríguez · Russo · Vauquelin · Verre · Dauphin (stagiair) · Gillet (stagiair) · Tjøtta (stagiair)
Albanese · Barré · Biermans · Capiot · Champoussin · Costiou · Dekker · Delaplace · Démare · García Pierna · Gesbert · Grondin · Guernalec · Guglielmi · Huys · Le Berre · Ledanois(tot 15/8) · Louvel · McLay · Mozzato · Owsian · Ries · Riou · Rodríguez · Scotson · Sénéchal · Thierry (vanaf 1/9) · Vauquelin · Venturini · Verre
Biermans · Capiot · Costiou · Delaplace · Démare · Epis · García Pierna · Gesbert · Grondin · T. Guernalec · V. Guernalec · Guglielmi · Huys · Le Berre · Lozouet · Mozzato · Ries · Rodríguez · Rouland · Scotson · Sénéchal · Svestad-Bårdseng · Thierry · Tjøtta · Vauquelin · Venturini · Verre